# 魔人偵探腦嚙涅羅角色列表
魔人偵探腦嚙涅羅角色列表是松井優征的推理漫畫作品《魔人偵探腦嚙涅羅》出場過的人物角色資料。配音聲優排列順序為「電視動畫版／CD劇場版」。

## 魔界偵探事務所
腦嚙涅羅（配音：子安武人／同左）
故事的主角之一。來自魔界的魔人，個性傲慢殘忍且自我中心，是個將自己的快樂建立在他人痛苦之上的惡劣人物，但絕對不會主動殺害任何一個人類﹙Sicks是唯一的例外﹚。來到人類世界的目的是尋找終極的謎作為食物，越是複雜難解的謎題越能填飽他的肚子。來到地球後首先遇見彌子，在解決了她的父親的死因後，他以彌子為傀儡組成了魔界偵探事務所。他在解謎的時候會用魔界的777種超能力協助破案，偶爾也會用這些能力虐待彌子。
視人類為低等生物，但卻又比任何人更了解其價值。
最後在結束與Sicks的決戰後回到魔界，離開前稱呼彌子為自己的「夥伴」。三年後在結尾時出現在彌子搭的飛機外，宣稱要回來尋找新的「謎」。
在殺老師Q中，擔任前魔王，因為嫌魔王工作無聊，便退位傳給殺老師，並再度虐待彌子。
桂木彌子（配音：植田佳奈／同左）
故事的主角之一。16歲的女高中生，擁有極端異常的食量。由於她擔任刑警的父親被殺、使她遇見了涅羅。涅羅協助她查明了父親的死因，並和她合作成立了偵探事務所。她偽裝成偵探以做為涅羅的掩護，而涅羅則聲稱是她的助手。雖然故事開始時她看似只是傀儡，但隨著故事進展、彌子也彌補了涅羅的不足，因為她能了解犯罪者的心，這是非人類的涅羅辦不到的。
故事最後、她憑著自己的能力成為一名國際知名的談判專家。結尾時從所搭乘的飛機窗外看到回歸的涅羅。
在殺老師Q中有短暫登場，但都只是被涅羅虐待。
吾代忍（配音：吉野裕行／谷山紀章）
他是偵探事務所的雜工，他擅長打架而且衝動，但有時也展現有條理和可信賴的一面。最初是一間地下金融公司的員工，被涅羅脅迫後加入事務所，後來在涅羅等人與早板兄弟衝突後被安排進入「望月綜合信用調查」擔任副社長。他負責蒐集案件的相關情報，或是在兩人外出時看守事務所。
小茜
她是一具被砌進事務所牆壁的屍體，只有一條辮子露了出來。受到涅羅的影響後變得可以從牆上拆下、並如同手一樣活動，還能與彌子的頭髮或手機連接起來。她的個性溫和，擔任事務所的秘書。

## 警察
所有的日本警察角色姓名文字中皆有一個字的部首是「竹」。 
笹塚衛士（配音：遊佐浩二／同左）
他是處理彌子之父兇案的兩名警察之一，在涅羅將兇案解決後負責善後。態度冷淡、思緒敏捷，射擊技巧高超，單兵作戰能力被Sicks手下評為「和一個國家的軍隊相當」。由於彌子與他已故的妹妹很相似，笹塚對彌子採友善且願意合作的態度，經常通融她和涅羅參與調查。
吾代也嘗試查看笹塚於那一年的事，他找了一個出名大膽的情報員查問，但對方一聽到笹塚的名字後就只懂抱頭顫抖，並說不要跟他談起這個名字。在動畫版裡則說笹塚在那一年到了義大利跟黑手黨學習射擊技巧，於小說版中補完其故事。一直在尋找殺害自己全家的兇手，當他發現兇手是Sicks時勃然大怒、在與他對決的過程中遭他殺害。
石垣筍（配音：鳥海浩輔／同左）
年輕的警察，笹塚的部下。他是個典型的現代年輕人，輕浮、善妒、天真而且粗心，他辦事不僅十分不牢靠，反而經常阻礙警方的工作。不過他對模型玩具瞭若指掌，因此在拼裝犯人鞋印模型時立下大功。
笛吹直大（配音：木內秀信）
他是嚴厲且幹練的長官，討厭無能的人。他在警校時和笹塚是同學、且互為競爭對手，不過他承認笹塚比自己更優秀。但由於笹塚的家庭被滅門，使得笹塚不得不放棄考試，使笛吹先一步進入警界，這使得笛吹對笹塚有些不滿。比起在案發現場推理，他更擅長搜查指揮等管理工作。
在道德上有潔癖，原本不屑使用卑鄙手段，但在笹塚死後接收他的信念、不擇手段也要將Sicks及殘黨緝捕。剛出場時只像是個自以為是的無能菁英，但隨故事進行，能力和責任越發提昇，最後可說是以一己之力整合日本警界對抗Sicks。超乎作者預料，自行成長的第一名
筑紫侯平（配音：安元洋貴）
隸屬於警視廳刑事部。為笛吹和笹塚的學弟，尊敬的人是兩位前輩（指笛吹直大和笹塚衛士兩位）和「吃幽門螺旋桿菌的人」；專長是打圓場。
篚口結也（配音：佐佐木望）
19歲的超級駭客，他具有高度智商，但缺乏社會道德。他的雙親是網路遊戲成癮的玩家，他為了使家庭和樂、便製造電腦病毒將遊戲伺服器破壞，但卻反而使雙親上吊自殺。在HAL一案中，他受到電子病毒的部份感染並與彌子為敵。在事件結束後，他被迫觀看禮儀教學影片。
等等力志津香
精明幹練的女刑警，她的工作態度嚴肅，和石垣成為對比，因此石垣很討厭她、而她也討厭無能的石垣。起初、兩人時不時地互相批評、汙辱對方，然而隨著故事進展，兩人也發現雙方的互補之處，逐漸成為好搭檔。
筒井壮太（配音：江川央生）
調查堀口明殺寵案件的警察，滿腦子總是想著怎樣出人頭地。後來死於怪盜X手中，還被怪盜X諷刺「殉職的話，不知道能不能破例讓你升等二級哦…？」
管野廣志（配音：中村大樹）
負責調查因受電人HAL控制穗村徹行連續縱火的縣警刑警，手上總是拿著扇子是其特徵。是彌子的粉絲。
熊切光彦
警視總監。怪盜X為了要殺害涅羅，模仿了熊切光彦的模樣，以順利進入警視廳，與涅羅一決高下。後續的進度中，笛吹刑警掌握了熊切總監與Sicks的種種關係，抓著了各種可以吃定他的把柄，因此熊切總監不得不向笛吹刑警投降，並且不再對Sicks忠誠。
安德魯·席克森
英國的國際刑警，他能迅速地接收大量資訊，同時接收來自多個同時播放的影像和聲音裡的訊息。他是新血族的遠親，遭綁架後被折磨至死，死後他的臉皮被剝下，讓Sicks得以偽裝成警方的一員。

## 犯人

### 協助彌子的犯人
亞矢·嬰滋娃（配音：高山南／大原沙耶香）
唱片銷售量高達七億五千萬張的世界級歌星。彌子偵探事務所的第一位客戶，她聘請彌子找出殺害她經紀人與朋友的兇手。起初犯人被誤導為亞矢的瘋狂粉絲，但事實上亞矢自己即是兇手。她的歌曲能感動孤單的人，能直接震撼腦髓甚至使他人過度感動而昏迷。
而她的創作靈感則來自於自己的孤單感。由於她在演藝事業上的成功，導致她與經紀人和朋友的關係越加密切，因而失去了孤單感，為了讓自己的內心再度回到純潔無瑕的孤單，她便殺死了那兩個人。最後在被彌子理解了內心之後被捕。在心結解開後，她的歌聲進一步進化，能夠撼動並控制所有人的腦部，因此她能隨時逃獄，但還是自願服刑以彌補過錯。在她得知彌子面臨困擾時，便為了朋友而逃獄、並在關鍵時刻開導了她。
早坂久宜
早坂幸宜的哥哥。臉上常掛著虛假笑容面具以偽裝自己真正的意圖。本是「望月綜合信用調査」的總務部長，隨著在望月建雄走私毒品使涅羅中計的陰謀，計畫解決望月社長取代首位。
事件後，與弟弟早坂幸宜一起成立批發銷售香料、但實際上走私軍火、毒品和人體器官的企業。曾在HAL篇替涅羅張羅軍用直升機，並在Sicks篇阻斷葛西的退路以替弟弟報仇。
早坂幸宜
早坂久宜的弟弟，俗稱Yuki，打從心底愛慕哥哥久宜。不分季節穿著大衣，內藏暗器。本是「望月綜合信用調查」糾紛處理小組，之後與兄長一起從事走私工作。在Sicks篇被葛西打成重傷。
望月建雄
警視廳退職後，利用任職期間的經驗與人脈，設立「望月綜合信用調查」，臉蛋總是保持著笑容。打算拉攏彌子，實際上是捏造假消息故意陷害彌子作為毒品走私的現行犯，趁機提高公司的評價，不過由於早坂久宜的叛變和涅羅壓倒性地強大而計畫失敗。被涅羅抓住把柄，成為表面是「資助者」而實質上是奴隸所利用著。任職期間的工作全都假借他人之手，於是早坂兄弟兩人離開之後，大半的業務都託付給被涅羅命令去公司工作的吾代忍執行。
從還在警視廳任職開始，本身就沒什麼能力，但因為老是把工作丟給下屬，且有能力的下屬工作量越多，因此其實是個擅長挖掘下屬能力的人。

### 怪盜X與其協力者
怪盜X／X（配音：朴璐美／齋賀光希）
縱橫世界各地的神秘犯罪者，具有能變形成他人和不死之身的超能力。他沒有個人身份，並試圖藉著殺害、肢解他人來探求他們的身體構造，並比較自己與他們的不同，藉以找到自己的身份。他殺人之後會將他們製成紅色箱子，他與i合作犯案、被稱為「怪盜X」。他認為涅羅可以解開自己的身份之謎，因此對他很感興趣。
他的真實身分是Sicks的複製人，原生性別為女性，沒有個人身份。在Sicks將i殺死後、把X納為己用。在最終決戰時對上彌子，受到彌子的啟發並喚起過去與i相處的記憶，最後協助彌子對抗Sicks，給予Sicks關鍵一擊後遭其殺害，在向彌子道謝後安然而逝。
i（配音：上原さやか（CD劇場版））
X的夥伴及助手，原本是受政府雇傭的恐怖份子，是在全世界犯下多起墜機事件的通緝要犯。在與X相遇後成為他的夥伴。她是X最親密的夥伴，負責替他處理生活所需和犯罪事務，舉止優雅、擅長任何事，在某次事件中被Sicks射殺。
隨著場合的不同，她和X的關係可以是主僕、親子、朋友、兄妹、姊弟或其它各種關係。
大菅依
X的部下，21歲，在接受了X的電子毒品威力後，刻意殺死了當地地主貍崎登志男，製造出「人工培養」的「謎」，並要蹤涅羅跟蹤他，藉此讓怪盜X擁有時間去綁走彌子。最後，被涅羅以反彈的竹子給擊敗，並在警視廳內接受笛吹等人的審問，同時，對於怪盜X施予的電子毒品記憶也因此而消失。
其姓名來源來自日本妖怪管狐以及日文「晚上」與「白天」。

### 電人HAL與其洗腦者
電人「HAL」（配音：津嘉山正種）
大學教授春川英輔所設計的人工智慧程式，是春川的複製人格。目的是幫助春川研究人腦並且從零到一創造一位已死的病患，本城剎那的人格。他在數位世界裡所向無敵，連涅羅一開始無技可施。他透過能影響人類腦部的「電子毒品」製造手下，以保護自己並達到目的。最終、他被涅羅和彌子協力擊敗，程式也遭到刪除，在遭到刪除的最後一剎那終於實現了自己的目的，在零與一的夾縫之間再次與本城剎那碰面。在故事最後、涅羅擊敗Sicks後墜入太平洋昏迷的期間，HAL以腦內幻覺的形式把他喚醒。
名字"HAL"的由來有兩種說法：第一個，是取自創造者春川英輔的「春」日文發音，並取其諧音而命名之；另一種，有可能影射在電影《2001太空漫遊》裡，出現的超級電腦HAL 9000。
穂村徹行（配音：中村悠一）
塗裝工。縱火犯葛西善二郎的侄子。是一位巧妙的利用酒精，配合磁磚之間的縫隙，與不可燃燒的石綿做巧妙的線路結合，作為一個燃火的「線路」的縱火犯。最後被涅羅的能力反擊，而被燒傷並束手就擒。
江崎志帆（配音：河原木志穂）
春川的錯刃大學研究生。被電人HAL電子毒品洗腦，啟發「貫穿願望」的犯罪欲望，在現實世界保衛電人HAL的「人面獅身」的任務。本來喜歡春川教授，但更喜歡讓她激發出刺殺欲望的電人HAL，因而殺害春川。喜好在東西上貫穿洞，帶領與自己同類型的洗腦兵，用雷射攻擊涅羅，但被輕而易舉的擊破。
姓來自日本的物理學者江崎玲於奈。
朝永博斗（配音：勝杏里）
春川的錯刃大學院生。被「HAL」電子毒品洗腦，啟發「槍殺願望」的犯罪欲望，在現實世界保衛電人HAL的「人面獅身」的任務。喜好槍械，帶領與自己同類型的洗腦兵，用槍攻擊涅羅，反被逆轉子彈方向全數擊倒。
姓來自日本的物理學者朝永振一郎。
小柴達夫
春川的錯刃大學研究生。被電人HAL電子毒品洗腦，啟發「撲殺願望」的犯罪欲望，在現實世界保衛電人HAL的「人面獅身」的任務。喜好用鈍器揍人，帶領與自己同類型的洗腦兵。襲擊涅羅和彌子失敗後，電人HAL解除其護衛，為篚口結也所取代。
姓來自日本的物理學者小柴昌俊。
電人二代
在電人HAL崩潰之前，所產生的偶發性備份程式，稱呼電人HAL為「父親」。在其前身電人HAL粉碎後，收集數據資料，以壯大自己。不過對於電人HAL的想法並不了解，誤以為自身是為了殺光人類而生。最後被怪盜X所吸收，什麼事也沒能做成。

### 新血族
新血族原為人類歷史中最初研究並製造兵器的一族，又稱為「人類之病」的一族，因為千百年研究累積殺人的各類方式，後裔因而定向進化為天生具備對人的殺意與惡意，及擁有特殊能力的新物種，本能將人類視為生態體系上的對手並加以撲殺；其族群散佈於世界各地後，也逐步演變為不同家系，各自具備不同的特殊殺人能力。
Sicks
新血族的領袖，本作的最終反派。他是「絕對的邪惡」，個性殘虐並喜愛看他人受苦的表情，有著與其對談便會令人逐漸喪失正邪判斷力的邪異氣質。認為「新血族」的存在，才是造就新世界的開始，而所有的人類都是他的敵人。於世界各地發掘新血族成員並啟發其能力與殺性；以及成立各類跨國性軍火、生化科技、製藥類等公司，以死亡商人的身分與各國高層掛鉤，無視法律地以冷酷殘忍方式統治龐大的組織，除了對他效忠的部下外，更有五位幹部「五根手指」具有強大的能力。家系是自古以來便研究金屬並打造兵器的一族，因此擁有將身體與各類金屬結合，讓肉身成為合金兵器的能力；此外因是新血族最源頭的家系的後裔，其餘新血族（五根手指）的能力，也都能使用。
表面身份是世界最大軍火商「海克薩斯」的會長佐迪亞．酷柏力克。在出生的第二晚，用父親給予的剃刀把同房的嬰兒的頸動脈全數切斷，在兩歲時把母親從陽台推下樓，五歲時殺死了父親並把其屍體裝入箱中。
在一次茶會之中，Sicks準備了「養殖的謎」以好招待涅羅，但是涅羅卻認為養殖的謎沒有任何價值；而在這場茶會後，涅羅的理念與Sicks不合，注定了要勢不兩立的命運，Sicks也警告涅羅不要違背他，否則會有不好的下場。其眾多惡行被笛吹直大揭露後，企圖流亡到國外，在隱形戰機上被涅羅用二次元之刃斬至四分五裂後，被涅羅拋出機外。最後在受盡屈辱的情況下，被下墜中的隱形戰機撞死。落得死無全屍的下場。同時他也是涅羅第一個主動親手殺死的人。

#### 「五根手指」
珍紐茵
「五根手指」的拇指，特技是煽動、調教，以及通過鞭打檢定1級。她是對Sicks最為忠誠的僕人，「貞德一族」的後裔，能夠過操控「氣氛」來擺布一般群眾，具有僅以肢體動作與言語就能煽動、控制他人行為的能力。過去曾為世界知名女演員，以超乎想像的動人演技與舞台魅力擄獲觀眾的心。
同時是虐待狂與受虐狂，操縱大量的「粉絲軍團」想以逸待勞擊敗涅羅，卻反被涅羅輕鬆擊垮，並成為他的奴隸。儘管如此內心仍效忠Sicks，最後憑自身力量解除涅羅的精神束縛，與手下一同在涅羅和彌子面前引爆自殺。
葛西善二郎
「五根手指」的食指，全國通緝的縱火犯，犯下縱火、逃獄等合共1342項罪行的世界級犯罪者。最初被認為是X的盟友，但事實上是Sicks尋找「X」的動向所派送的間諜。精通於操控火焰，擅長遠距離縱火，能精準地控制火焰的燃燒路徑和威力。葛西與其他新血族成員不同，不認為自己是超越人類的新物種，身體也沒有經過改造，他所放的火都是經由人類科技造成的。他跟隨Sicks的理由也不是因為崇拜，而僅僅是認為這樣才能長命百歲。他以「不超越人類極限的犯罪」為其犯罪美學而自豪。
面臨笛吹及大批警力的圍捕，葛西被逼入大樓屋頂並阻斷了逃生之路，並在槍林彈雨中身受重傷，但仍舊利用僅剩的燃油造成回火爆炸、並趁兵荒馬亂之時消失於火場中。他在最終話再度現身，希望有機會能與涅羅交手。
維賈亞
「五根手指」的中指，本名Chandra Aska Rjunawala，暱稱阿千 （チー坊），日本與印度的混血兒。他是吾代的舊識，在與吾代相遇之前，只是一個小幫派的打雜小弟。與吾代相遇後相當崇拜他。
祖先是咒術師，擁有遺傳繼承而來的豐富藥草知識，能製造讓人痛苦死亡的各類植物毒，還能操縱植物以改變地貌、釋放毒氣甚至強化自身。過去同族的母親被日本人父親不斷壓榨這些知識，最後過勞死。後來他遇見Sicks，並用藥草殺死了父親。他在與笹塚、吾代等人的戰鬥中，為了保護有關於Sicks的身份相關等事而自殺。
傣拉
「五根手指」的無名指，極度自戀。他的祖先為征服中南美文明的「西班牙征服者」，遺傳了不擇手段也要達成征服目標的殘虐個性，原先職業為地產業，常以各類非法手段將想要的土地弄到手；遭Sicks發掘加入新血族後，喜愛以土掩埋的方式大量殺人，原因是討厭看到人類痛苦時的醜陋表情。
他的特殊能力為對土地的強烈洞察力，除了探知土地內礦藏、石油等資源位置外，還能探知在地層中經觸動，便能引發強烈地震的「大地的命脈」所在點。此外為了強化自身，在除了臉部以外的全身移植X的特殊細胞，還在身體內埋入大量的小型槍械和飛彈。最後因攻擊涅羅失敗而自爆自殺，但唯獨臉被涅羅的「透明的鎧甲」保留下來，還呈現醜陋的死前表情。
DR
「五根手指」的小指，本名是「丹尼爾·羅索」。他的祖先在中國古代便控制黃河製造水災，並操控傀儡治水再扶植他稱帝。他自小便認為自己高人一等，因此非常討厭人類，在遇見Sicks並了解自己並非人類後便效忠於他。
擁有感知水流變化並引導水流向的強大控水能力，能製造洪水。此外有植入X的特殊細胞，但害怕副作用而僅限於雙手。意圖用洪水淹沒整個東京，但被涅羅阻止，並被憤怒的涅羅狠狠凌虐了一番。最後被葛西判定為已對Sicks沒有用處而被燒死。

### 各事件的犯人
竹田敬太郎
殺害彌子父親桂木誠一的兇手。喜歡看到別人因為發生苦難而痛苦的表情，最後迷上了將表情「加工」的殘殺行為，因而殺害了包括彌子的父親在內的許多普通人物。最後被涅羅識破，並施放幻覺，把竹田逼到精神崩潰，目前在監獄中服刑。後來怪盜X為了綁架彌子，而進去監獄「偷取」竹田的瘋狂的表情，目前生死不明。
至郎田正影（配音：大塚明夫／伊藤健太郎）
烹飪含禁藥料理的主廚，利用多種禁藥熬製「禁藥高湯」以製作「成功料理」，要以此建立食的千年帝國。為了不讓同僚海野主廚告密而殺了他。至郎田主廚烹飪出來的料理，可透過注射方式注射至血液，從血液與尿液都檢查不出結果。不過卻被涅羅嘲笑他的料理「比廚餘還不如」。他氣的替自己施打禁藥並襲擊涅羅，卻反被吸成廢人。
鷲尾正勝（配音：山口勝平）
殺害「早乙女金融」的前任社長「早乙女國春」的兇手，認為自己所處的「巢」，不可以有人佔據著比他還高的地位，於是決定殺害社長。最後因涅羅解開了謎，不但計畫失敗還精神崩潰而逃走。
命名構想來源，來自電玩《熱血硬派邦夫君》內的角色「鷲尾修二」。
堀口明（配音：堀江一真）
憧憬怪盜X，虐殺動物並製作“箱子”的孤僻青年。只要想到怪盜X的事會全身興奮起雞皮疙瘩，涅羅完全不看在眼裡的「普通」犯人。最後死於他所憧憬的怪盜X親手作成的「紅箱子」。
動畫版設定為模仿犯，計謀亦異於原作。
賀久安由美/歇斯底里獵犬（Histerrier，配音：松本梨香）
一位看似平凡的家庭主婦，但卻是連續爆炸案的始作俑者。她認為人類就該像狗一樣，剝除自己外在的假面而自由自在的活著，除了這個理由之外，也因為自己熱愛爆炸的癖好而犯下多起爆炸案件。最後被涅羅的威勢逼成一條乖乖的狗。
名字的由來是「核彈」。在電梯裡同乘的嫌疑犯們的名字也全取自於火藥品名。
大衛·萊伊斯（David Rice，配音：パックンマックン（Patrick Harlan））
溫泉旅館殺人事件中的始作俑者，信奉典型的文化優越論。認為自己的求愛對被害人露木小姐而言是種賞賜，卻被拒絕，於是用瓦斯殺死被害人。解謎後他拿出槍枝威脅並射擊彌子，卻被涅羅用手指彈回去而打斷鼻子。最後，還被涅羅使用了「不生育的女王」，得到了「不吃納豆就會窒息而死」的怪癖。
在單行本第15集內，當起「All Night Prison」的DJ而再次登場。
百舌貴泰/割頭美容師（配音：關智一）
美容院「Fang」的店長，是一位喜愛對長髮美女下手的變態美髮師，自稱「髮之神」（God of Hair）。自案發開始，至被彌子與小茜揭穿時，已經割下三名女子的頭，並透過鋁板與超強髮膠的結合，將頭拋入公用廁所內。最後被涅羅擊敗。
在中文版單行本第15集第53頁內，曾向「All Night Prison」的DJ，抱怨同房囚犯的頭髮太差，洗澡時時用檸檬香皂的不滿。
名字的由來，來自聯合利華的一種護髮產品。
真栗一茂（配音：家中宏）
殺害了藝術家，和其夫人也是自己的妹妹的犯人。理由是「將樹木多餘分枝砍除（家族分支越少），營養就越集中（遺產所得越多）」。揭發罪行露出真面目時，把手中的威士忌澆在頭上，使頭髮變成了樹枝狀。之後涅羅變出一個鏈鋸把他頭髮的分枝鋸掉。後來在X槍擊涅羅時，霰彈槍的流彈射中他的額頭身亡。
大塚輝希（配音：浪川大輔）
家具的設計師。利用前輩池谷通製作的桌子「特洛伊」及用毒藥殺死了二名買主，最後嫁禍給與自己的想法不合的池谷通。揭露真面目時一邊主張「家具的一切是契合感」，一邊讓自己與桌子變形合體，全身穿滿家具裝甲，內部暗藏十字弓和手槍武器。被涅羅使出魔帝七兵器「腐朽世界樹」擊敗，被大量的家具壓在底下，名副其實的合為一體。
名字的由來，取自日本家具銷售公司的大塚家具而命名之。
宮迫醍醐
玩具公司「狸屋」的副社長，也是社長的兒子。認為就算偉人的後代是個庸才也無所謂，只要憑藉父母的「光環」就可以繼承父母的衣缽而平步青雲。
小時候便認為社長留給他的「光環」會不夠有力，開始假裝自己有懼高症以謀殺親生父親，打算在殺害父親後將公司賣給別的企業，並和另一個企業的女兒結婚以取得該企業社長的「光環」。被揭穿後，狹持社長的孫女睦月當成人質，卻被笹塚和吾代聯手擊敗，是漫畫中不靠魔界能力便直接逮捕的少數幾名犯人。
名字的由來，是取自宮崎駿，並且以一些動畫作品為主而命名之。
庵治川拓
「Kitchen·中大獎」食堂的店長。主張「如果有夢全部OK」的想法。為了想要看見人們的夢想而開了這間店，勒死不帶有夢想而只是為了消磨時間才長時間滯留的新客人勝又屯平。
罪刑揭發後，鼻子下垂到像是貘一樣的模樣，鼻孔呼出的氣泡會浮出當時的心境和場景。正打算用冷凍披薩殺掉否定他想法的新警官等等力時，卻被笹塚側踢阻止；在涅羅使用『拷問楽器「妖謡·魔」』後吃掉謎。店長的夢想是成為小說家，因繼承家人傳承的店面而未實現。
名字的由來是鰺科魚類開頭（事件相關人員的名字以食物為命名），變臉的型態是食夢獏。
則馬
體育教練，以「凡事都要有高目標」為由，在隱藏的房間強迫他人要不斷的「提升自我」。最後被涅羅揭穿，而加納則馬教練還得到了不斷地左右搖頭的後遺症。
龜田夫妻
在石垣與等等力女刑警等人進行釣魚比賽時，多次警告彌子不可下海捉魚的年長夫妻。先生本名不詳，被通緝時41歲，身高147公分；妻子名靜子，被通緝時45歲，身高161公分。
龜田夫妻是在作品中15年前共同搶劫豪華郵輪的夫妻。在作品中，因警視廳發布的通緝令，剩1年有效期，快放棄追緝時，被涅羅「釣」出來。他們把搶得的財產，放置在一個皮箱內，並丟入海中，還以故弄玄虛的方式，向釣客謊稱「海內有『海之王』，不可靠近，否則會有災難」為由，讓釣客遠離該處。

## 其它角色
籠原叶絵（配音：藤村知可）
從小學時就已經是彌子最貼近的朋友，喜愛與彌子在一起。因為彌子說過灶馬這種昆蟲料理過後說不定會很好吃，就像是「煮熟的蝦子」一樣，變得很不敢吃西班牙炒飯，對學校的美食似乎沒什麼太大的興趣，倒是與彌子常出去享用美食。
電人HAL事件中，因為叶絵對彌子的一句「妳媽媽也真辛苦，要滿足妳這輩子的食慾，不知要花多少餐費呢。億？兆？不…位數應該更大吧」，給了彌子解開電人HAL的密碼的靈感，也讓作者將叶絵設定為「拯救世界的女性」。
早乙女國春（配音：矢尾一樹）
「早乙女金融」的社長，被自己的手下鷲尾正勝，因巢穴被侵佔為理由進而殺害。不過，早乙女國春開設的金融公司，為非正派金融公司，曾教導吾代忍如何暴力討債，而吾代忍也對社長有著一份「恩情」。
浅田忠信（配音：こぶしのぶゆき）
因「對偵探非常有興趣」為理由，成了彌子的粉絲。喜愛要求彌子在他的白色內衣上簽名，要到簽名後，必定迅速離開。體型肥胖、總是戴著眼鏡，與穿著白色內衣、外加一件白色襯衫是其特徵，但肥胖的身材卻與運動神經成反比。
唯一一次的變瘦，是在一次西洋情人節，為了想吃到彌子製作的巧克力，而刻意減肥的。但減肥後的淺田，動作會變得緩慢，不像變胖時動作會迅速。
篠原紀夫
狗仔記者，攝影鏡頭狀的右眼是其特徵。總是喜愛拿著V8攝影機不斷拍攝，並將其拍攝結果大肆渲染，造成受害者身心受創、自殺。篠原紀夫也想強行訪問彌子，被吾代打傷後，憤而要復仇，於是他在窗口外灑下了「攝影機網」要強行採訪，卻被涅羅一口氣全部破壞殆盡。涅羅還使出「近焦距光照射器」，讓篠原紀夫身心受創，倍感壓力。最後遇見X，但說不出X的真正內在為何，而被X殺死。
其名稱來源是日本知名攝影師篠山紀信。
春川英輔（配音：津嘉山正種）
錯刃大學的教授，專攻腦科學與電腦科學，十年難得一見的天才。他與腦部有疾患的本城剎那相遇，並對她展開研究，在剎那逝世後，他著手設計人工智慧「HAL」並企圖在電子世界中創造本城剎那，但因為HAL與春川教授的理念不合，HAL便操控春川的學生殺死他。原本最後能躲開江崎志帆的致命一擊，但因為理解自己的理念無法完成夢想而甘願受死。
在涅羅結束與Sicks的決戰並重傷墜海後，他所開發的系統得以在短短半小時內於汪洋大海找到涅羅，因此救了後者的性命。
本城剎那（配音：小林沙苗）
因罹患怪病，每天有一段時間會失去理智變得瘋狂暴戾，而一天之中能保持理智的時間也會漸漸的變短，直到死亡。因此她成了研究腦科學的春川教授的研究對象。在他死後，春川力圖透過程式重新創造她的大腦，藉此讓她復活。春川以她的名字為主，替電人HAL程式設定了一組21位元組的密碼，那就是「1/1000000000000000000」。
故事後期揭露她的病是Sicks造成的，Sicks將剎那做為尚處於實驗階段的腦部開發藥物的實驗品。
本城二三男
本城剎那的父親，數學家。具有豐富教學經驗，擅長複雜演算。他長期住在河邊，因深信「瓦楞紙可以建造一切」，便建造了以瓦楞紙為主體的瓦楞紙屋，還很擅長泡「瓦楞紙茶」，二三男持有的物品多數都與瓦楞紙有關係。
他是Sicks的手下，將女兒剎那獻給Sicks做實驗，因而造成剎那變得瘋狂。之後曾暗示笹塚有關Sicks的情報，導致笹塚展開復仇行動並死亡。其實內心對於為Sicks服務感到自責，因此在笹塚死後，當著彌子的面前，對著自己右側脖子注射毒藥，然後墜橋身亡，使彌子痛哭流涕，也使得彌子一度與涅羅決裂。他在自殺前暗示自己的居所有Sicks的線索，而後彌子在他的筆記本中找到Sicks的所在。
池谷通（（いけや とおる），配音：堀內賢雄）
池谷傢俱店的東主，一度被大塚輝希陷害成為殺人嫌疑犯。有著坐在女性身上的怪癖，尤其是與自己相熟的繪石家由香。與涅羅十分投緣，甚至到了初見面就大力握手的程度。

## 資料來源
1. ↑  單行本漫畫第22集。
2. ↑  單行本漫畫第4集，篇名《狗加炸彈》，第130頁。
3. ↑  日文單行本漫畫第20集，篇名，第174話　釣【けんきょ】，第98頁，ISBN 978-4-08-874604-3。
4. ↑  單行本漫畫第10集，篇名《1與0的縫隙》，第141頁。
5. ↑  單行本漫畫第2集，篇名《孤單一人的歌后》，第171頁。
6. ↑  單行本漫畫第17集，篇名《共鬥》，第144話〈應景活動〉，第32頁，ISBN 978-986-10-2267-3。